# Laura Cereta

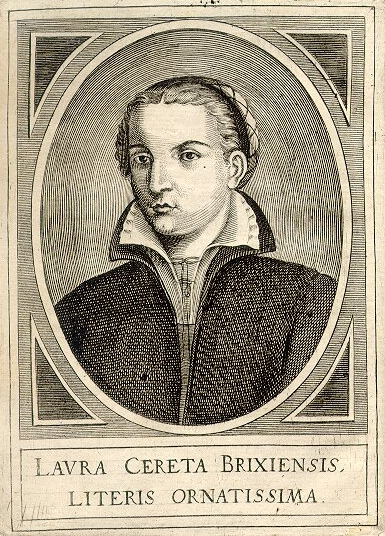
Laura Cereta, postumes Porträt in der Buchausgabe von 1640

Laura Cereta (auch Laura Cereto oder Laura Cereti; * 1469 in Brescia; † 1499 ebenda) war eine italienische Gelehrte und Schriftstellerin. Sie schrieb eine Reihe von Briefen, in denen sie zum Teil in kompromissloser Härte Auffassungen zu Rechten von Frauen – insbesondere das Recht auf Bildung und die Rechte in der Ehe – vertrat, die heute als feministisch eingeordnet werden.

## Leben
Cereta wurde Ende August oder Anfang September 1469 in Brescia geboren. Sie war das älteste von sechs Kindern (drei Jungen und drei Mädchen) von Silvestro Cereta und Veronica di Leno, zweier Mitglieder von Adelsfamilien aus Brescia in der Lombardei. Lauras Kindheit war glücklich, sie begleitete ihren Vater auf Geschäftsreisen – er beaufsichtigte im Auftrag der Stadt Brescia den Bau von militärischen Anlagen. Als sie sieben Jahre alt war, schickten ihre Eltern Laura für zwei Jahre in einen Konvent, wo sie neben Handarbeiten das Lesen und Schreiben lernte, aber auch Gehorsam und Selbstdisziplin. Da sie wohl unter Schlaflosigkeit litt, verbrachte sie viel Zeit mit Lernen statt mit Schlafen. Wieder zu Hause unterrichtete ihr Vater sie in Mathematik, Astrologie, Grammatik, Rhetorik und Philosophie. Offenbar lernte sie neben Latein auch etwas Griechisch. Laura Cereta interessierte sich insbesondere für die Astrologie. Sie erstellte Horoskope und versuchte den Einfluss der Sterne auf den Menschen oder der Planeten auf Heilpflanzen zu ergründen. Außerdem stellte sie Berechnungen zum Abstand der Planeten an. Sie hatte Kontakt mit anderen Gelehrten und besuchte das Kloster Santa Chiara und gemeinsam mit einem ihrer Brüder die Academia Mondella, einen Kreis von Humanisten, der sich beim Arzt Alois Mondella traf.

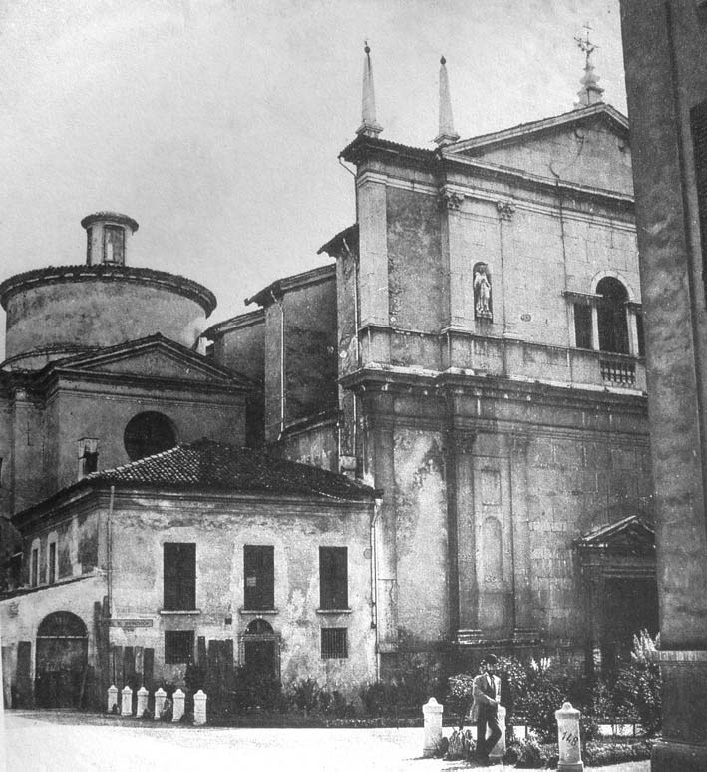
Die Kirche San Domenico in Brescia (Fotografie von 1883), Beisetzungsort von Laura Cereta

Ende 1484 heiratete Cereta 15-jährig den Kaufmann Pietro Serina aus Brescia, der nur 18 Monate später an der Pest starb. Auch nach der Eheschließung blieb Cereta literarisch aktiv, sie intensivierte sogar ihre Korrespondenz. Unsicher ist, ob sie tatsächlich an der Universität Padua Philosophie studierte. Zwischen Juli 1485 und März 1488 – also im jugendlichen Alter von etwa 15 bis 19 Jahren – schrieb sie zahlreiche Briefe, u. a. an Bonifacio Bembo, Ludovico Cendrata oder Cassandra Fedele. Nur von Fra Tommaso sind Antwortbriefe bekannt (4. November 1487–4. Februar 1488), der ihr vorwarf, sie würde sich nur mit heidnischen Themen befassen. Sie solle – statt sich mit dem Humanismus zu beschäftigen – Demut üben. Cereta antwortete zunächst, sie studiere auch die Kirchenväter Augustinus und Hieronymus, befasste sich dann aber ab 1488 tatsächlich ausschließlich mit dem Glauben.
1488 veröffentlichte Cereta ihre Briefe und widmete sie dem Kardinal Ascanio Maria Sforza, unter dessen Schirmherrschaft sie sich stellte. Sechs Monate später starb Laura Ceretas Vater, der sie zeitlebens gefördert hatte. Das Fehlen seiner Unterstützung, der gesellschaftliche Druck und die soziale Isolierung sowie die Auseinandersetzung mit dem Tod ihres Mannes gelten als Gründe, weshalb Cereta ab 1488 nichts mehr veröffentlichte, sondern ihr aktives, selbst propagiertes, dem Studium gewidmete Leben durch ein beschauliches, der Kontemplation und religiösen Studien gewidmetes Leben ersetzte.
1499 starb Laura Cereta im Alter von 30 Jahren plötzlich, die Todesursache ist nicht bekannt. Sie wurde unter großer öffentlicher Anteilnahme in der Kirche San Domenico in Brescia beigesetzt.

## Werk

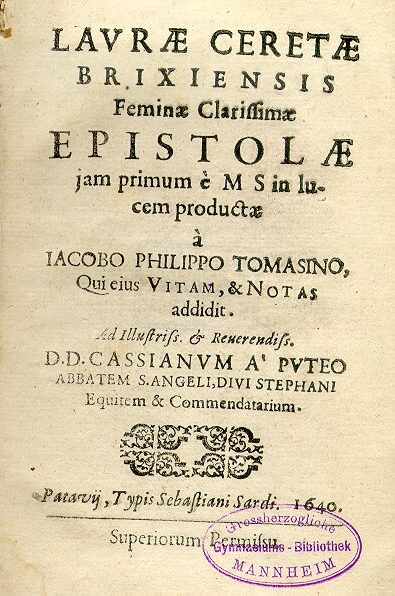
Titelblatt der Laurae ceretae epistolae, 1640 herausgegeben von Giacomo Filippo Tomasini

Das überlieferte literarische Werk von Laura Cereta besteht ausschließlich aus den 1488 von ihr veröffentlichten Briefen, deren Gesamtzahl mit über 80 angegeben wird. Ihr Briefe waren – wie bei anderen Humanisten auch – von Anfang an auf Veröffentlichung angelegt. Sie gelten als Zeugnis Ceretas rhetorischer Fähigkeiten. Sie sind oft Invektiven oder in Reden gekleidete Traktate über wichtige Thesen des Humanismus. Obwohl sie klassische Texte nicht zitierte, zeigte sie durch entsprechende Anspielungen Kenntnisse der klassischen Literatur. Der Stil Ceretas gilt als komplex, ihr Latein als überstilisiert. Stilistisch orientierte sie sich zunächst an Francesco Petrarca, später an Augustinus und Hieronymus. Inhaltlich zeigte sich Cereta insbesondere als Verfechterin der Frauenrechte.
Von den wenigsten ihrer Texte ist das genaue Jahr bekannt, während Tag und Monat oft angegeben sind. Ausnahmen sind eine spöttische Grabrede zu Ehren eines Esels und der Prolog zu ihrer Briefsammlung. Die ungefähre Datierung ist zum Teil über den Inhalt möglich, da sich die Briefe vor dem Tode ihres Mannes besonders mit klassischer Literatur und Astronomie befassten, nach 1486 aber eher mit Glauben und Tod. Auch moralphilosophische Fragen behandelte Cereta: die Unsicherheit des Schicksals, die Ehe, die Liebe, die Einsamkeit, Vor- und Nachteile eines zurückgezogenen Lebens, den Tod, den Krieg und seine Ursachen, sowie die Habsucht.
Bekanntheit erlangte Cereta mit ihren fünf Pamphleten zur Verteidigung der Frauenbildung. In einem Brief an „Bibulus Sempronius“ – der Name ist eine Erfindung Ceretas, möglicherweise in Anspielung an Gaius Sempronius Gracchus, und bedeutet in etwa „Trunkenbold Sempronius“ – brandmarkte sie die Schmeicheleien der Männer gegenüber den Frauen als deren Herabwürdigung. Bibulus’ Lob für Ceretas herausragende Gelehrsamkeit sei eine Beleidigung, weil jede Frau in der Lage sei, ihre geistigen Fähigkeiten auszubilden, wie viele gelehrte Frauen in der Geschichte und unter ihren Zeitgenossinnen bewiesen hätten. Allein die Erziehung der Mädchen auf Äußerlichkeiten hin sorge für eine gegenüber den Männern geringere Zahl an Gebildeten. Wissen erlange man durch Studium, nicht durch Begabung. Beide Geschlechter seien mit den gleichen Talenten begabt, Frauen bräuchten nur wegen ihrer körperlichen Schwäche mehr Unterstützung. Er selbst, Bibulus, sei nicht mehr als ein unbelebter Stein, der in trägem Müßiggange verkomme, weil er auf ein Studium verzichtete, das ihn hätte zu einem Weisen machen können. Seine Versuche, ihr zu schmeicheln, seien hinterhältig, da er in Wahrheit versuche, das gesamte weibliche Geschlecht niederzuwerfen, weswegen sie wiederum ihn bekämpfen müsse.
In ihrem Brief an Augustinus Aemilius, der etwa sechs Monate nach dem Tode von Pietro Serina datiert, beleuchtete Cereta die Situation der Frau. Sie entschuldigte sich dafür, dass Frauen im Allgemeinen ein größeres Interesse an Äußerlichkeiten als am Studium hätten. Allerdings seien Frauen, die ihr Leben der Bildung widmeten, auch einem großen gesellschaftlichen Druck ausgesetzt – eine Erfahrung die Cereta mehrmals machen musste. Die Angriffe gegen ihre Person gingen so weit, dass behauptet wurde, ihre Briefe stammten nicht aus ihrer Feder, sondern seien von ihrem Vater geschrieben. Besonders ärgerte sich Cereta, dass Frauen zu ihren schärfsten Kritikern zählten. In einem Brief an „Lucilia Vernacula“ – ebenfalls eine fiktive Person, übersetzt etwa „gemeine Sklavin“, nach anderer Interpretation „selbsterfundene Lucilia“ – richtete sie sich heftig gegen dumme Frauen, die gebildete Frauen herabwürdigten. Diese würden dadurch nicht nur sich selbst, sondern ihr gesamtes Geschlecht diskreditieren. Die Frauen sollten sich durch Bildung befreien, im Lernen seien Frauen den Männern ebenbürtig und gleichberechtigt.
Der einzige Philosoph, den sie erwähnte, ist Epikur, den sie nicht als Vertreter des Hedonismus interpretierte, sondern als einen Verfechter der Mäßigung auf der Suche nach dem Lebensglück. Auch weitere Themen der Moralphilosophie wurden von Cereta behandelt.

## Nachwirken
Nach ihrem Tod rühmten zwar zahlreiche Historiker und Literaturhistoriker Ceretas Bildung, allerdings meist ohne sich ernsthaft mit ihrem Leben oder ihren Positionen auseinanderzusetzen. 1640 kopierte der dominikanische Geistliche und Bischof Giacomo Filippo Tomasini einen Teil ihrer Briefe und gab sie unter dem Titel Laurae ceretae epistolae neu heraus und versah sie mit einer Biografie Ceretas. Erst im 20. Jahrhundert setzte eine lokalgeschichtliche und moderne philosophische Auseinandersetzung mit Laura Cereta und ihren proto-feministischen Thesen ein.